# Projecta
Projecta war eine britische Automobilmarke, die nur 1914 von den Precival White Engineering Works im Londoner Stadtteil Highbury gebaut wurde.
Der Projecta war ein Cyclecar, das von einem V2-Motor von J.A.P. mit 8 bhp (5,9 kW) Leistung angetrieben wurde.